# Hugo Suárez
Hugo Suárez Vaca (Santa Cruz de la Sierra, 7 febbraio 1982) è un ex calciatore boliviano, di ruolo portiere.